# Yi-Sun-sin-Brücke
Die Yi-Sun-sin-Brücke (kor. 이순신 대교) ist eine 2012 eröffnete Hängebrücke in Südkorea. Sie ist derzeit mit einer Stützweite von 1545 m die sechstlängste Hängebrücke der Welt. Das gesamte Bauwerk ist 2260 m lang. Die Pylonen sind mit 273 m die siebthöchsten der Welt. Der Fahrbahnträger ist 29 m breit und trägt vier Fahrspuren.
Das ursprünglich als Gwangyang-Brücke bezeichnete Bauwerk führt die Zufahrtsstraße zum Yeosu Industrial Complex von Gwangyang zur Insel Myodo (묘도). Die Brücke ist heute nach dem koreanischen Militärführer Yi Sun-sin benannt, wobei das Geburtsjahr von Yi Sun-sin mit der Mittelstützweite der Brücke in Metern übereinstimmt.

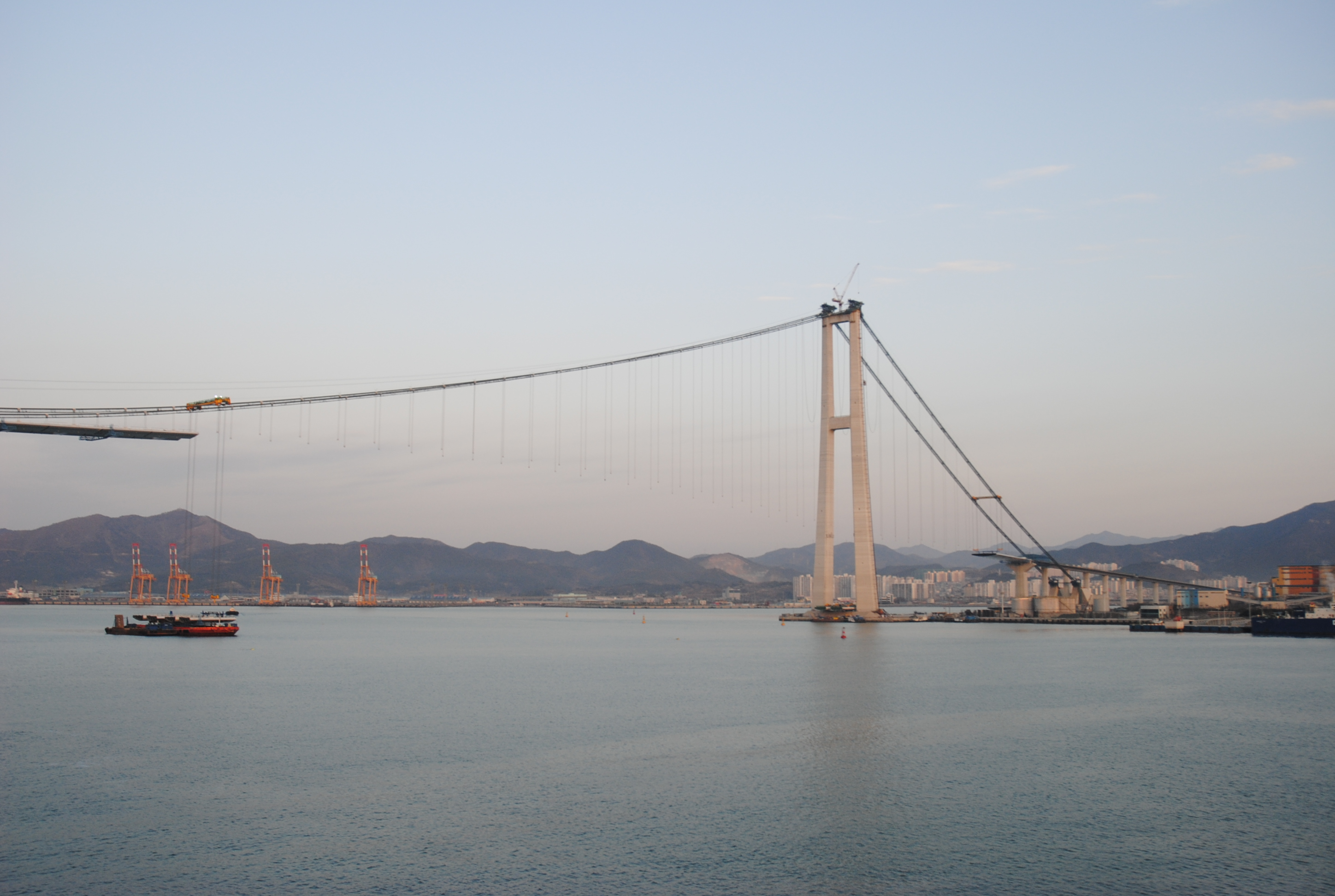
Yi-Sun-sin-Brücke während des Baus (Ende 2011)

Die Brücke überquert die Einfahrt zur Bucht Gwangyangman (광양만), welche ein Teil der Koreastraße ist. Am Nordkopf der Brücke befindet sich eines der größten Stahlwerke der Welt, das von POSCO betrieben wird. Am südlichen Ende befindet sich eine große Erdölraffinerie.
Die Yi-Sun-sin-Brücke wurde von der Yooshin Engineering Corporation projektiert und von Daelim Industrial gebaut. Baubeginn war im Oktober 2007. Um die Brücke bis zur Expo 2012 fertigstellen zu können, wurden für die Beton-Pylonen eine Gleitschalung einer österreichischen Firma verwendet. Zwei Tage vor Beginn der Weltausstellung in Yeosu wurde die Brücke am 10. Mai 2012 eröffnet.